# Cshima

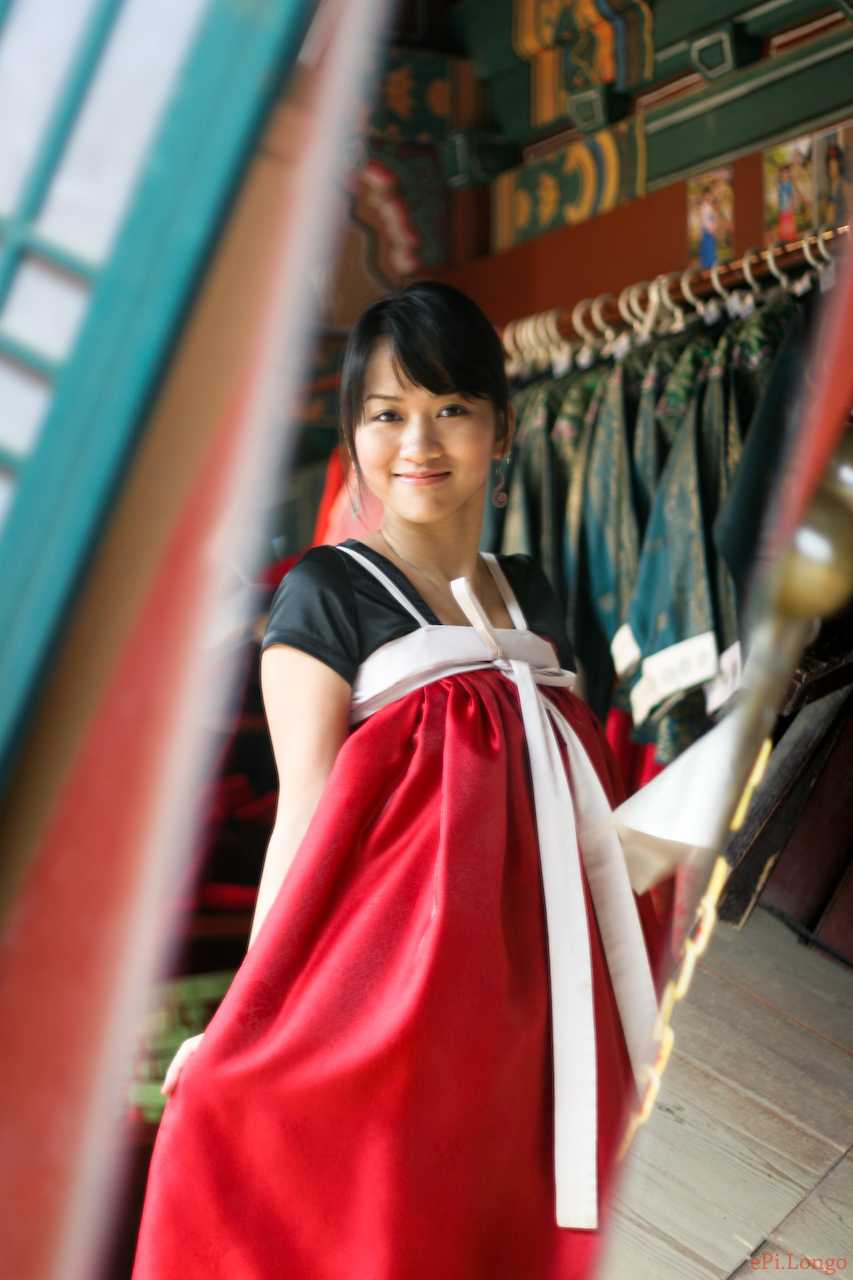
Nő vörös cshimában: a szoknyát a mell fölött kell megkötni

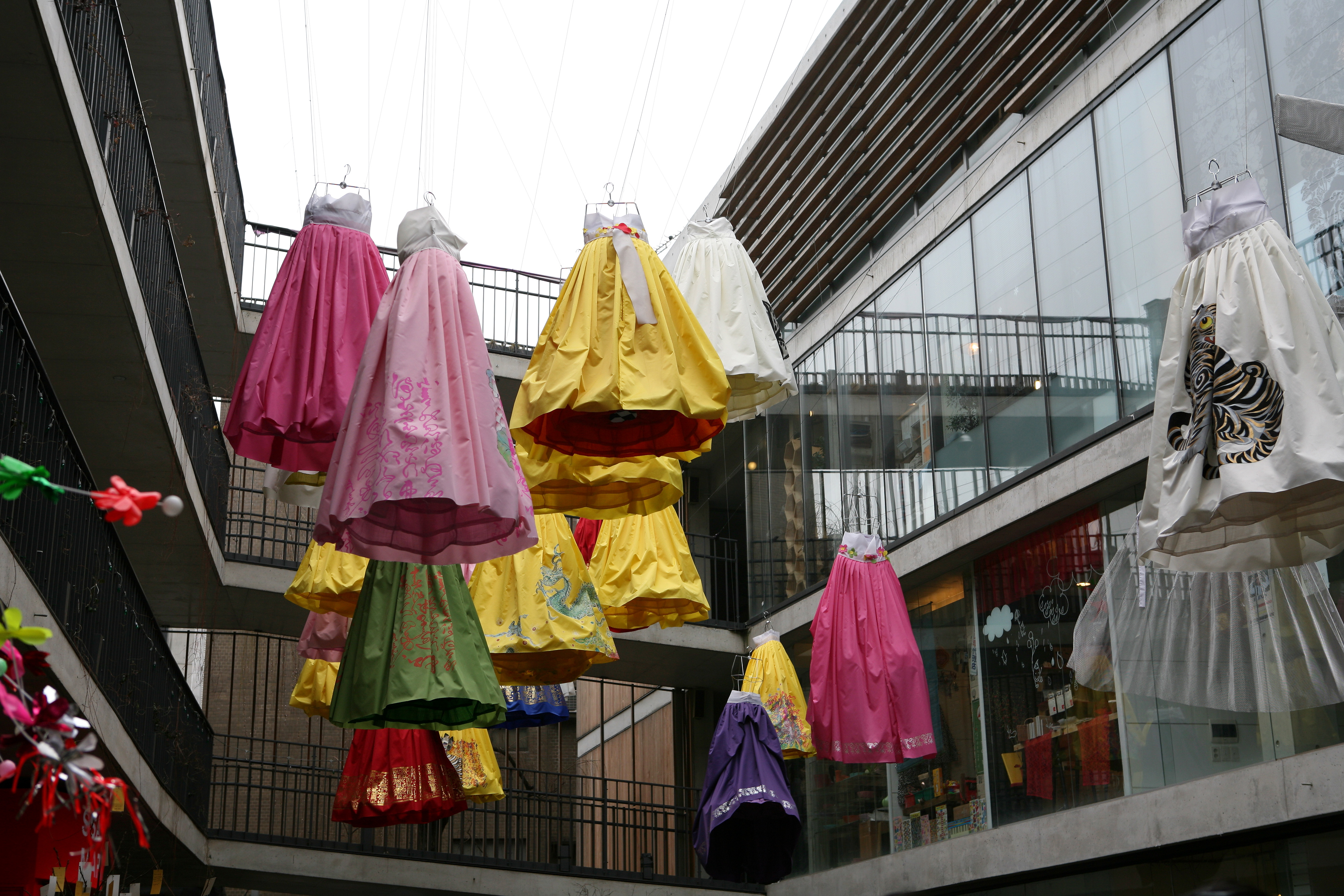
Cshimák Szöulban

A cshima (hangul: 치마) a koreai női hanbok szoknyarésze. A négyszögletes vagy csőszerű, redőzött szoknyát a mell fölött rögzítik hosszú szalagokkal. Alatta szokcshimát (속치마, alsószoknya) vagy szokpadzsit (속바지), egyfajta nadrágot viseltek. Egyéb nevei: szang (裳), illetve kun (裙).

## Története
A cshima az ősi Kínából származik, mely a Korjo-korszakban egyre bővebb és terjedelmesebb lett, a 6-7 méter szélességet is elérte. A Kogurjo korszakból (i. e. 37 – i. sz. 668) fennmaradt falfestmények tanúsága szerint a cshima alapvető alakja már ekkor létezett. A nemes származású nők földig érő cshimát hordtak, a köznép tagjai lábszárközépig érőt. Készültek cshimák Godet-hajtással és foltvarrással is.
A cshima hossza, terjedelme, az alsószoknyák száma és milyensége a viselője társadalmi státusát is mutatta. A kiszengeknek (a gésákhoz hasonló, szórakoztató hölgyek) például a szoknya alját bal oldalon fel kellett húzniuk, hogy kilátszódjon az alsószoknyájuk – ez jelezte a foglalkozásukat. A cshima jellegzetes szoknya, ugyanis nem a deréknál, hanem a mell fölött rögzítik szalagokkal, ez valószínűleg az éghajlati és kulturális sajátosságok miatt alakult így, hogy biztosíthassa a szabad mozgást, de megtartsa a test hőjét. A cshima a praktikusságot és a konfuciuszi értékrendet egyaránt tükrözte, a bő szoknya teljesen elrejtette viselője alakját, viszont elegendő mozgásteret biztosított a gyakran guggoló pozícióval járó háztartási munkák elvégzéséhez.